# پاول شاپیرو (کارگردان)
پاول شاپیرو (متولد ۱۹۵۵) یک کارگردان، تهیه‌کننده و نویسنده کانادایی است که هم با کانادا و هم با ایالات متحده آمریکا همکاری می‌کند.

## زندگی و مسیر شغلی
او کارش را از سال ۱۹۷۳ با فیلم نه بار زندگی، که یک نسخه ادبی فیلم‌های کوتاه بود، در تورنتو آغاز کرد که در سال ۱۹۷۴ در جایزه فرهنگستان برای بهترین فیلم کوتاه زنده نامزد شد. در حالی که او در دانشگاه ریرسون دانشجو بود، فیلم هنرپیشه جایگزین را ساخت که در سال ۱۹۷۶ به عنوان فیلم تلویزیونی روی آنتن رفت. امتیازات اولیه او شامل سریال‌های تلویزیونی چون قانون خیایان،ادرلی، جاده اوونلیا، مامان پی آی و کمپبل‌ها می‌باشد.
او در سریال‌های ثابل توجهی مثل پرونده‌های اکس، هزاره، فرشته تاریکی، رزول،اسمالویل، مسیر سریع، ندای ترو، قهرمانان، سوپرنچرال، لاس وگاس، ۲۴، ذهن‌های مجرم، زنجیره و پلیس‌های تازه‌کار همکاری داشته‌است.
او هم چنین یک فیلم تئاتر گونه به نام خورنده‌های نیلوفر آبی (۱۹۹۳) را کارگردانی کرد.